# Шеф ван Рюн
Йозефус Францискус Йоганнес Антоніус "Шеф" ван Рюн (нід. Josephus Franciscus Johannes Antonius "Sjef" van Run, 12 січня 1904, Гертогенбос — 17 грудня 1973, Ейндговен) — нідерландський футболіст, що грав на позиції захисника за клуб ПСВ, а також національну збірну Нідерландів.
Дворазовий чемпіон Нідерландів. 

## Клубна кар'єра
У футболі дебютував за команду «Бокстель»
1926 року перейшов до ПСВ, кольори якого і захищав протягом усієї наступної своєї кар'єри гравця, що тривала цілих сімнадцять років.  За цей час двічі виборював титул чемпіона Нідерландів. Зіграв в цілому 475 ігор за ПСВ, включаючи 359 матчів ліги. Посідає сьоме місце всіх часів за цим показником. Список очолюють Віллі ван дер Кейлен (528 ігор) і Віллі ван де Керкгоф.

## Виступи за збірну
1931 року дебютував в офіційних матчах у складі національної збірної Нідерландів. Протягом кар'єри у національній команді, яка тривала 5 років, провів у її формі 25 матчів.
У складі збірної був учасником  футбольного турніру на Олімпійських іграх 1928 року в Амстердамі, чемпіонату світу 1934 року в Італії, де Нідерланди програли в стартовому матчі швейцарцям (2-3).
Помер 17 грудня 1973 року на 70-му році життя у місті Ейндговен.

## Титули і досягнення
- Чемпіон Нідерландів (2):

ПСВ: 1928-1929, 1934-1935